# Dryadella susanae
Dryadella susanae é uma espécie de planta do gênero Dryadella e da família Orchidaceae.

## Taxonomia
A espécie foi descrita em 1978 por Carlyle A. Luer.
O seguinte sinônimo já foi catalogado:  
- Masdevallia susanae  Pabst

## Forma de vida
É uma espécie epífita e herbácea.

## Descrição
| Caule           | Caule                |
| --------------- | -------------------- |
| ramicaule       | subereto             |
| tamanho         | 1 milímetros/2 mm    |
| Folha           |                      |
| tipo            | semi-cilíndrica      |
| formato         | elíptica             |
| bainha          | inconspícua          |
| pecíolo         | ausente              |
| Inflorescência  |                      |
| bráctea         | presente             |
| disposição      | solitária            |
| Flor            |                      |
| sépala dorsal   | oval                 |
| ápice           | subagudo             |
| sépala lateral  | oval-lanceolada/oval |
| ápice           | agudo                |
| pétala lateral  | oblonga              |
| ápice           | obtuso               |
| forma do labelo | obovado              |
| coluna          | 1                    |

## Conservação
A espécie faz parte da Lista Vermelha das espécies ameaçadas do estado do Espírito Santo, no sudeste do Brasil. A lista foi publicada em 13 de junho de 2005 por intermédio do decreto estadual nº 1.499-R.

## Distribuição
A espécie é encontrada no estado brasileiro de Espírito Santo.
Em termos ecológicos, é encontrada no domínio fitogeográfico de Mata Atlântica, em regiões com vegetação de floresta ombrófila pluvial.